# Ałtyn Szagajewa
Ałtyn Sierikowna Szagajewa (oryg. Алтын Сериковна Шагаева; ur. 12 stycznia 2003) – kazachska zapaśniczka walcząca w stylu wolnym. Zajęła 23. miejsce na mistrzostwach świata w 2023. 
Czwarta na mistrzostwach Azji w 2022. Trzecia na MŚ U-23 w 2023. Wicemistrzyni świata juniorów w 2022. Trzecia na mistrzostwach Azji juniorów w 2022 i 2023. Druga na mistrzostwach Azji kadetów w 2019 roku.